# Saint-Jean-du-Corail
Saint-Jean-du-Corail foi uma comuna francesa na região administrativa da Normandia, no departamento Mancha. Estendia-se por uma área de 14,14 km². Em 2010 a comuna tinha 265 habitantes (densidade: 18,7 hab./km²).
Em 1 de janeiro de 2016, passou a formar parte da nova comuna de Mortain-Bocage.